# Сельское поселение Кротовка
Сельское поселение Кротовка — муниципальное образование в Кинель-Черкасском районе Самарской области.
Административный центр — село Кротовка.

## История
Сельское поселение Кротовка образовано 8 марта 2005 года Законом Самарской области «Об образовании сельских поселений в пределах муниципального района Кинель-Черкасский Самарской области, наделении их соответствующим статусом и установлении их границ» № 56-ГД от 22.02.2005.

## Административное устройство
В состав сельского поселения Кротовка входят:
- село Кротовка,
- деревня Софьевка.